# Chromadora balatonica
Chromadora balatonica is een rondwormensoort uit de familie van de Chromadoridae. De wetenschappelijke naam van de soort is voor het eerst geldig gepubliceerd in 1894 door Daday.